# 7,5 × 55 mm Swiss
La GP11 è una cartuccia militare svizzera, introdotta nel 1911 e composta da un nocciolo in piombo, ricoperto da un'incamiciatura in acciaio placcata da una lega di Cu-Ni.